# Koen Becking
Koen Martijn Becking (Alphen aan den Rijn, 3 november 1969) is een Nederlands politicoloog en bestuurder. Sinds 1 oktober 2024 is hij voorzitter van de Vereniging voor Energie, Milieu en Water (VEMW).

## Loopbaan
Van 1988 tot 1992 studeerde Becking politicologie aan de Universiteit van Amsterdam met een specialisatie in bestuurskunde  (organisatiekunde en economie). Zijn doctoraalscriptie gaat over arbeidsverhoudingen bij de overheid. Na zijn doctoraalstudie werkt Koen Becking van 1992 tot 1993 als projectmedewerker ‘Herziening Rechterlijke Organisatie’ bij het directoraat-generaal Rechtspleging van het ministerie van Justitie.
Bij de stichting Centrum voor Arbeidsverhoudingen Overheidspersoneel (CAOP) te Den Haag bekleedde Becking van 1993 tot 1997 verschillende functies, waaronder plaatsvervangend secretaris van de Advies- en Arbitragecommissie Rijksdienst (AAC), secretaris van het georganiseerd overleg van diverse overheidssectoren en directiesecretaris. Hij is lid van de staf van prof. Albeda bij de bemiddeling in het conflict van de binnenschippers. Hij publiceert regelmatig over arbeidsverhoudingen bij de overheid en over advies en arbitrage. 
In 1997 kreeg Becking de opdracht als afdelingshoofd van het CAOP de afdeling Opleiding, Onderzoek & Expertise (OO&E) te ontwikkelen. Binnen het werkterrein van OO&E vallen onder meer management- en medezeggenschapsopleidingen voor de overheid, de ondersteuning van
bijzondere leerstoelen (Stichting Albeda Leerstoel en Ien Dales Leerstoel) en de ontwikkeling van internettoepassingen op het werkterrein van het CAOP. In hetzelfde jaar start Becking de tweejarige postdoctorale opleiding voor managers in de publieke dienst ‘Master of Public Administration’ (MPA) aan de Nederlandse School voor Openbaar Bestuur. In 1999 rondt hij deze studie af.
In 1999 werd Becking adjunct-directeur van het CAOP, tevens hoofd van de afdeling OO&E. Hij is tevens enkele maanden projectmanager van de Raad voor Werk en Inkomen in oprichting. In 2001 vestigt hij zich als zelfstandig interim-manager. Hij promoveerde in 2001 aan de Universiteit Utrecht - tien jaar arbeidsvoorwaardenbeleid en medezeggenschap bij Nederlandse en Europese overheden. Henk Vonhoff was zijn copromotor. Hij was van 2003 tot 2017 bijzonder hoogleraar aan de School of Public Leadership van de Universiteit  Stellenbosch en sinds 2018 ereprofessor aan diezelfde universiteit. Het ereprofessoraat werd hem toegekend als blijk van erkenning voor ‘bewezen expertise en eminentie’ op het gebied van publiek leiderschap. 
Becking was van 2007 tot 2012 directievoorzitter van de KRO en daarvoor directeur van het Rijksopleidingsinstituut ROI. Vanaf 1 oktober 2012 was hij voorzitter van het college van bestuur van Tilburg University. Als collegevoorzitter in Tilburg was hij verantwoordelijk voor onder meer strategie en beleid, internationalisering, studentenzaken en externe betrekkingen. Becking hecht belang aan de impact die wetenschap heeft voor de samenleving en heeft binnen zijn vakgebied een aantal boeken gepubliceerd, onder meer over vernieuwend leiderschap. 
Vanaf 1 oktober 2020 was Becking rector magnificus en voorzitter van het college van bestuur van de Nyenrode Business Universiteit. Daarnaast werd hij voorzitter van de raad van toezicht van het Nationaal Museum van Wereldculturen en lid van de raad van toezicht van Nieuwspoort. Op 1 oktober 2024 stopte hij bij Nyenrode en werd hij voorzitter van de Vereniging voor Energie, Milieu en Water (VEMW).

## Persoonlijk
Becking heeft samen met zijn vrouw drie kinderen. Van 3 maart 2019 tot 8 oktober 2024 vertolkt Becking de rol van Z.K.H. Prins Amadeiro XXVI binnen het Oeteldonkse Protocol. Hij is lid van de VVD. Hij is rooms-katholiek.